# Азиз Ахмад
Ази́з Ахма́д (1914—1978) — пакистано-канадский исламовед, писатель и поэт на языке урду, переводчик и литературный критик, профессор. Член Королевского общества Канады.

## Биография
Родился в Хайдарабаде, где в 1934 году, окончив Османский университет, получил степень бакалавра гуманитарных наук, а в 1938 году в Лондоне — бакалавра английской литературы. В 1938—1941 гг. читал лекции в Османском университете. В 1941 году поступил на службу личным секретарём принцессы Берар, в 1946—1948 гг. продолжил работу в университете. После предоставления независимости Пакистану с 1948 до 1957 года работал в Департаменте рекламы, кино и печати. С 1957 до 1962 года преподавал урду в Лондонской школе востоковедения и африканистики. В 1962 переехал в Канаду, получив в Университете Торонто должность доцента исламоведения. С 1968 года — профессор. Умер от рака 16 декабря 1978 года в Торонто, где и был похоронен.

## Творческая деятельность
Автор романов «Побег» (урду گریز‎, 1940), «Огонь» (урду آگ‎, 1946), «Такая высота, такая низость» (урду ایسی بلندی ایسی پستی اور‎, 1947) и др. Роман «Роса» (урду شبنم‎, 1950) посвящён жизни интеллигенции, а действие исторической повести «Когда закрыты глаза» (урду جب آنکھیں آہن پوش ہوئیں‎, 1956) происходит в эпоху Тимура.